# Agrochola fuscoliva
Agrochola fuscoliva là một loài bướm đêm trong họ Noctuidae.